# پژوهشکده آمار
پژوهشکده آمار یک بنیاد پژوهشی است که به‌منظور پاسخ‌گویی به بخشی از نیازهای پژوهشی در زمینهٔ آمار و اطلاعات در نظام آماری کشور، بر اساس مجوز شمارهٔ ۱۷۴۵/۲۲ مورخ ۱۸/۷/۱۳۷۸ شورای گسترش آموزش عالی، تأسیس شده‌ است. این پژوهشکده، وابسته به مرکز آمار ایران بوده و در حال حاضر اشکان شباک ریاست آن را بر عهده دارد.

## اهداف
1. ارتقای کیفیت فرایند تولید و توزیع آمار و اطلاعات در نظام آماری کشور؛
2. دست‌یابی به بهترین و مناسب‌ترین فنون و روش‌های تولید و توزیع آمار و مسائل مربوط به آن، شناخت مشکلات و ارائهٔ طریق برای رفع آنها؛
3. ارتقای توانمندی‌های پژوهشی کشور در زمینهٔ مسائل مربوط به آمار؛
4. همکاری پژوهشی با مؤسسات آموزشی و پژوهشی کشور، به‌منظور ارتقای کیفیت فعالیت‌های پژوهشی.

## وظایف
1. مطالعه و تعیین اولویت‌های پژوهشی در زمینهٔ آمار؛
2. اجرای طرح‌های پژوهشی در زمینه‌های مربوط به روش‌های تولید آمار، تجزیه و تحلیل آمار، پردازش و استخراج اطلاعات، و اطلاع‌رسانی آماری؛
3. ایجاد زمینهٔ مناسب برای همکاری با وزارت‌خانه‌ها، سازمان‌ها و شرکت‌های دولتی، دانشگاه‌ها و مؤسسات آموزش عالی، در جهت ایجاد امکانات پژوهشی؛
4. برقراری ارتباط با مؤسسات علمی و پژوهشی داخل و خارج کشور، با رعایت ضوابط و مقررات مربوط؛
5. برگزاری همایش‌های علمی و پژوهشی، در چارچوب ضوابط و مقررات مربوط؛
6. انتشار کتاب و نشریه در زمینه‌های مرتبط با فعالیت‌های پژوهشکده، طبق ضوابط و مقررات مربوط؛
7. ارائهٔ جدیدترین اطلاعات آماری مورد نیاز پژوهشگران.

## ارکان
آ) هیئت امنا،

ب) رئیس،

پ) شورای پژوهشی.

## هیئت امنا
1. رئیس سازمان مدیریت و برنامه‌ریزی کشور (رئیس هیئت امنا)؛
2. وزیر علوم، تحقیقات و فناوری یا نمایندهٔ وی؛
3. رئیس مرکز آمار ایران؛
4. سه تا پنج تن از شخصیت‌های علمی - فرهنگی که نقش مؤثری در توسعه و پیشرفت پژوهشکده داشته باشند؛
5. رئیس پژوهشکده (دبیر هیئت امنا).

### وظایف و اختیارات هیئت امنا
1. تدوین و تصویب آئین‌نامهٔ داخلی هیئت امنا؛
2. تصویب سازمان اداری پژوهشکده بر اساس ضوابط و مقررات مربوط؛
3. بررسی و تصویب بودجهٔ پژوهشکده، که از طرف رئیس پژوهشکده پیشنهاد می‌شود؛
4. تصویب حساب‌ها و ترازنامهٔ سالانهٔ پژوهشکده؛
5. تصویب نحوهٔ وصول درآمدهای اختصاصی و مصرف آن با رعایت ضوابط و مقررات مربوط؛
6. تعیین حسابرس و خزانه‌دار برای پژوهشکده؛
7. پیشنهاد آیین‌نامهٔ مالی و معاملاتی پژوهشکده، در چارچوب ضوابط و مقررات مربوط به وزارت علوم، تحقیقات و فناوری، جهت تصویب؛
8. تعیین خط مشی علمی و حدود فعالیت‌های پژوهشکده، و ارائهٔ آن به وزارت علوم، تحقیقات و فناوری برای تصویب نهایی؛
9. بررسی گزارش عملکرد سالانهٔ پژوهشکده، که از طرف رئیس مرکز ارائه می‌شود.

## نشریات
- پژوهش‌های آماری ایران (علمی-پژوهشی)
- بررسی‌های آمار رسمی ایران (علمی-ترویجی)
- آمار

## وبگاه
پژوهشکده آمار